# Ernst Simon (Unternehmer)

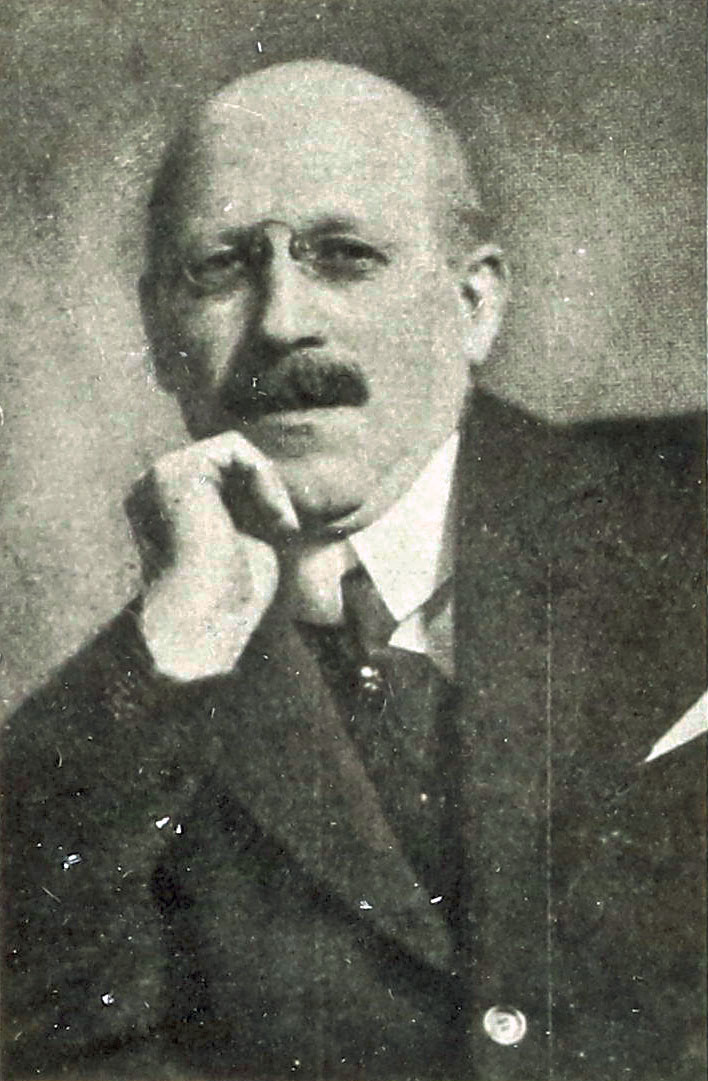
Ernst Simon, 1927

Ernst Simon (geboren 16. Mai 1872 in Werden; gestorben 28. August 1945 in Los Angeles) war ein deutscher Unternehmer und Ingenieur.

## Leben
Ernst Simon war Sohn des Unternehmers Leopold Simon. Er ging auf das Realgymnasium in Düren und absolvierte anschließend eine kaufmännische Lehre in Aachen und in England. Sein Vater hatte 1887 zusammen mit dem Möbelschreiner Wilhelm Döllken in Werden (später ein Stadtteil von Essen) die Kommanditgesellschaft „W. Döllken & Cie.“ gegründet. Ernst Simon stieg 1892, im Alter von 20 Jahren, in das Handwerksunternehmen ein. Hergestellt wurden Holzverzierungen für Möbel und Holzleisten für das Baugewerbe. Um die Fabrikation effektiver zu gestalten, übernahm die Firma 1893 ein Dampfsägewerk in der Nachbarschaft.

### Automatisierung
Ernst Simon beschäftigte sich mit der Dampfmaschinentechnik und erfand unter anderem eine Methode zur maschinellen Herstellung von Holzleisten. Inspiriert von Arbeiten des US-Ingenieurs Frederick Winslow Taylor entwickelte er eine Recycling-Technik, indem er die Kolben-Wärmekraftmaschine mit Abfällen aus der Holzproduktion befeuerte. Diese meldete er unter der Bezeichnung „Späne-Sparfeuerung für Holzverabeitungswerke“ als Patent an und verkaufte Lizenzen auch ins europäische Ausland. Nach dem Tod des Vaters 1906 leitete Ernst Simon zusammen mit seinem Bruder Otto Simon die Firma. 1913 wurde die „W. Döllken & Co. G.m.b.H.“ in den deutschen Werkbund aufgenommen. Rokoko-Leisten wurden zu einem Verkaufsschlager. Dank der von Ernst Simon eingeleiteten Automatisierung stieg die Produktion von Schnitzleisten auf 11 Kilometer pro Tag.
Nach dem Ersten Weltkrieg ließ Simon eine neue Dampfmaschine (750 PS) mit Stromgenerator bauen und konnte damit noch größere Aufträge entgegennehmen. Unter anderem reparierte die Abteilung „Waggonbau“ zerstörte Wägen der Reichsbahn. 1928 hatte der Betrieb 600 Mitarbeiter und war damit einer der wichtigsten Arbeitgeber in der Region. 1928 erhielt Ernst Simon die Ehrendoktorwürde der TH Braunschweig. Er gründete eine Werkfeuerwehr, den Sportverein Werden 08 Döllken und stieg in die Lokalpolitik ein – als Stadtverordneter in Werden, Handelsrichter am Landgericht Essen, Vorstandsmitglied des Verbandes der Goldleistenfabrikanten Deutschlands e. V. Auch der Bau des Gymnasiums von Werden 1926 geht auf ihn zurück.

### Enteignung und Verfolgung durch die Nazis
Wegen seiner jüdischen Abstammung zwangen die Nationalsozialisten Ernst Simon zur Aufgabe des Unternehmens. Sein Bruder Otto wanderte 1933 in die Niederlande aus, wurde nach dem Überfall auf die Niederlande, Belgien und Luxemburg in das KZ Bergen-Belsen deportiert und am 17. Januar 1945 dort ermordet.
Am 1. April 1938 „arisierten“ die Nazis das Werk. Ernst Simon wurde von der Gestapo in „Schutzhaft“ genommen. Er konnte mit seiner Frau Else (geborene Königsberger, 1880–1956) in die Niederlande auswandern und gegen eine hohe Zahlung der Reichsfluchtsteuer im Februar 1940 von dort ein Schiff in die USA nehmen. Er starb 1945 mittellos in Los Angeles.
Das Unternehmen gehört seit dem Jahr 2000 zur Surteco-Gruppe.